# Diátesis (gramática)
La diátesis gramatical es un rasgo gramatical que describe el número de argumentos verbales obligatorios para un cierto tipo de predicación verbal. El término proviene del griego diathesis, o disposición, usado por los gramáticos griegos para referirse a la voz gramatical en griego antiguo. Sin embargo, modernamente el término diátesis gramatical es un poco más general que el de voz gramatical.

## Introducción
La diátesis es el nombre que se da a cada una las diferentes estructuras argumentales o predicados que pueden construirse a partir de un mismo verbo léxico. Por ejemplo algunos verbos tienen un uso transitivo y un uso intransitivo, con significados ligeramente distintos:
(1a) Juan comió mucha fruta ese día
(1b) Juan estaba comiendo en ese momento
Aunque usualmente comer se cataloga como «transitivo» porque potencialmente puede llegar a presentar dos argumentos (un agente y un tema/paciente) en (1b) se aprecia que no aparece ningún complemento (tema/paciente), en esa oración el verbo se interpreta como una descripción del proceso y tiene un significado o matiz ligeramente diferente del que tiene en (1a). En estas condiciones se puede decir que en (1a) el verbo tiene una diátesis estrictamente transitiva y en (1b) una diátesis intransitiva (como la que tienen muchos verbos que simplemente se refieren a un proceso o actividad llevada a cabo por un sujeto agente). Naturalmente hay verbos que por su significado sólo pueden presentarse en diátesis intransitivas, como morir, existir, etc.

### Diátesis transitivas
Las diátesis transitivas se refieren a configuraciones de predicados verbales que tienen dos argumentos nucleares, llamados convencionalmente sujeto y objeto. Los verbos transitivos puros no admiten la omisión de ninguno de los dos argumentos si no hay marcas morfológicas explícitas que cambien el verbo (como por ejemplo la pasivización mediante marcas de voz pasiva). Sin embargo otros verbos presentan transitividad mitigada en que bajo circunstancias especiales se omite uno de los dos argumentos. Existen dos tipos de transitividad mitigada: la omisión de sujeto, y la omisión de objeto.

#### Forma causativa
La forma causativa (a veces llamada voz causativa, cuando se forma morfológicamente) es un tipo de diátesis en la que el sujeto de una oración pasa a ser objeto de la forma causativa. La forma causativa produce siempre diátesis transitivas:
- Si el verbo es intransitivo su forma causativa será un verbo transitivo:
- Si el verbo es ya de por sí transitivo la forma causativa puede dar lugar en muchas lenguas a un verbo ditransitivo.

#### Diátesis hipertransitivas
Existen dos formas de diátesis hipertransitivas:
- La forma causativa de un verbo por sí mismo transitivo da lugar a una forma compuesta que es ditransitiva.
- Algunos verbos ditransitivos sin tener una forma morfológica propia de causativo, son semánticamente causativos, por ejemplo los verbos presentar y regalar:

Juan regaló a María un anillo
Juan presentó a Pedro a su jefe
De hecho regalar es más o menos equivalente a la forma causativa ‘hacer que alguien tenga algo’, mientras que presentar en el sentido del ejemplo es más o menos equivalente a la forma causativa ‘dar a conocer a alguien a otro alguien’.

#### Diátesis inversa
Algunas lenguas tienen un procedimiento morfosintáctico poco frecuente y que no debe confundirse con la voz pasiva o antipasiva, consistente en que el papel sintáctico del argumento externo y el interno de la predicación verbal se intercambia. El verbo adopta la forma correspondiente a la «forma inversa» y entonces la interpretación de objeto-sujeto se intercambia. Las lenguas algonquinas y las lenguas tanoanas tienen distinción de diátesis directa/inversa. Muchas lenguas en las que existe la distinción de diátesis directa/inversa tienen las siguientes características:
1. Los argumentos verbales de un verbo transitivo se clasifican dentro de una escala o jerarquía de animacidad o prominencia.
2. Los verbos transitivos son los únicos que admiten la diferencia entre diátesis directa/inversa.
3. Existe una manera de señalar si el sujeto tiene mayor jerarquía que el objeto. Cuando el sujeto tiene mayor jerarquía en la escala de prominencia se usa la diátesis directa, cuando es al revés se usa la diátesis inversa.
4. La alternancia entre diátesis directa/inversa no comporta en ningún caso la intransitivización del verbo. Esto claramente diferencia a la diátesis de la voz pasiva (o antipasiva), donde uno de los argumentos queda relegado a ser representado por un adjunto sintáctico o caso oblicuo.

El oluteco es una lengua mixe-zoque ergativa que tiene una peculiaridad interesante, ya que la diátesis inversa puede aparecer tanto con la voz activa como con la voz antipasiva. Las siguientes dos oraciones muestran el caso con el verbo tzek 'regañar' en forma activa:
a. tan=tzēk-küx-w jaʔ
1ªSG.ERG.A=regañar-3ªPL-COMP 3ªPL.ANF
Les regañé
b. ta=tzēk-küx-ü-w=aʔ
1ªSG.ERG.B=regañar-3ªPL-INV-PSD=3ªPL.ANF
Me regañaron
Donde se han usado las abreviaciones:
1ªSG.ERG.A, primera persona singular en caso ergativo (juego A)
3ªPL, tercera persona plural en caso absolutivo
3ªPL.ANF, pronombre anafórico de tercera persona
COMP, aspecto completivo, usado para acciones pasadas acabadas
1ªSG.ERG.B, marca de primera persona singular ergativa (juego B)
INV, marca de diátesis inversa.

### Diátesis intransitivas
Las diátesis intransitivas se caracterizan por la ausencia de «objeto» (o más propiamente, «argumento interno» al sintagma verbal o SV). Usualmente estas construcciones sólo tienen «sujeto» (propiamente, «argumento externo») y tal vez algún complemento oblicuo o adjunto sintáctico al SV. Las oraciones impersonales comparten esta característica excepto por el hecho de que el sujeto es meramente un expletivo. Los verbos inergativos e inacusativos, los verbos impersonales, los verbos en voz pasiva, voz media o antipasiva son ejemplos de diátesis intransitivas.

#### Pasivización (intransitivización)
La pasivización o formación de la pasiva consiste en formar una diátesis en la que el objeto o tema de una predicación transitiva es promovido a sujeto, adoptando el verbo una forma diferente y pasando a comportarse como intransitivo. En cierto modo es una operación lógicamente contraria a la formación del causativo.
La pasivización ha sido explicada de diversas maneras. Una hipótesis común en gramática generativa es que las marcas morfológicas o rasgos de pasiva bloquean la asignación de caso gramatical al objeto o argumento interno. Y, puesto que todos los sintagmas determinantes o nominales deben pasar el «filtro de caso», el argumento interno debe experimentar un movimiento sintáctico hacia una posición donde pueda recibir caso, en este caso la posición usual de sujeto. En este enfoque la pasivización es la adquisición del verbo de un rasgo que obliga a su argumento interno a moverse a argumento externo. Eso hace además que el agente de la construcción no pasiva no pueda aparecer más que opcionalmente como adjunto verbal. Los siguientes dos esquemas ilustran la idea:

#### Antipasivización
La formación de la voz antipasiva es un proceso de intransitivización que tienen muchas lenguas ergativas. Este proceso es en cierta forma la imagen especular de la voz pasiva de las lenguas nominativo-acusativas. Dado un verbo transitivo en una lengua ergativa, donde los dos argumentos se marcan en absolutivo (argumento externo) y ergativo (argumento interno) respecticamente, la correspondiente forma antipasiva hace que el argumento interno esté marcado como absolutivo, mientras que el argumento externo o se omite complementamente o pasa a estar marcado como oblicuo. Además el verbo adoptará la forma correspondiente a la voz antipasiva.

## Voz gramatical como diátesis
La voz gramatical es un rasgo de la morfología verbal por el cual un verbo puede tener una forma especial en ciertas oraciones que involucran cambios de diátesis. Por ejemplo la pasivización de un verbo transitivo en una lengua nominativa-acusativa es un tipo de diátesis intransitiva, ya que en ella el paciente lógico es promovido a sujeto sintáctico y el agente puede ser omitido (u expresado opcionalmente mediante un adjunto sintáctico, llamado frecuentemente complemento agente). En un proceso de pasivización la valencia verbal o número de argumentos obligatorios disminuye.
La voz causativa es, en cierto modo, un proceso opuesto al de pasivización, ya que con ella se puede convertir un verbo intransitivo en transitivo, aumentando así la valencia del verbo. La voz causativa, por tanto, es un tipo de diátesis transitiva. También la voz aplicativa es otro caso de diátesis transitiva, aunque semánticamente está más restringida que la causativa.